# Marcel Thil
Pour les articles homonymes, voir Thil.
Marcel Thil est un boxeur français né le 29 mai 1904 à Saint-Dizier et mort le 14 août 1968 à Cannes. Grand ami de l'acteur Jean Gabin, Marcel Thil combattit dans les années 1930 dans la catégorie des poids moyens, catégorie dont il fut champion du monde de 1932 à 1937.

## Jeunesse
Septième enfant d'un forgeron, il a quatre frères et deux sœurs. Sa famille quitte Saint-Dizier alors qu'il a trois ans et demi. Une de ses sœurs se marie avec un Rémois, la famille entière suit et s'installe au 44 de la rue des Romains.
Dans sa jeunesse il est turbulent. Son père meurt en mai 1914, Sa mère est obligée de prendre sa place à la forge. Reims étant sur la ligne de front, la famille se réfugie à Roches-Bettaincourt. Il quitte l'école à douze ans, travaille dans une fabrique de fils de fer barbelés et s'initie au sport, avec des soldats américains, baseball, football, natation, boxe. Il quitte Roches-Bettaincourt en 1922 au moment du décès de sa mère. De retour à Reims, il travaille comme porteur de sacs de charbons et il est admis au club de boxe, le « Wonderland rémois », dirigé par Hérisson et Popelimann.Il a dix-neuf ans quand il débute comme mi-lourd, dans les rangs des amateurs. Il sort de son premier combat, de même que Pierson, son adversaire, avec un visage énorme, tant les deux hommes s'étaient « tabassés » cordialement.
Au chômage, Marcel Thil s'engage dans la marine nationale pour 3 ans. Il est affecté à Cherbourg, en février 1923 ; il obtient son brevet de mécanicien et est affecté sur les avisos « Verdun » et « Aisne » et sur le torpilleur « Bourrasque », sans jamais perdre les côtes de vue. Il dirige l'équipe de football et  recommence à s’entraîner à la boxe et à participer aux compétitions régionales et devient champion de France amateur de la Marine en 1924 et 1925. Il est obligé de se battre au cours de rixes dans la ville ou à l'arsenal. Il se lie d'amitié avec l'acteur Jean Gabin. À l'arsenal de Cherbourg, il fait la rencontre des boxeurs, Raymond Jansen et Louis Kessler, avec lesquels, il s’entraîne. Il reste un moment à Cherbourg et travaille comme ajusteur, puis il descend à Marseille avec Kessler.

## Carrière
C'est en 1926, managé par Delton, qu'il commence des matchs professionnels, battu par Kid Nitram, en août à Marseille. Il monte à Paris, en novembre 1926, travaille, comme régleur, chez Citroën et entre dans l'écurie d'Alex Taitard. Il combat au « Central sporting club ». Il rencontre et bat Kid Mono; Il est défait par Leone Jacovacci (it) en novembre 1926.
Il commence difficilement et part combattre de l'autre côté de la Manche, battre André Newton et Joe Bloomfield puis perdre contre Bill Farmer et contre Joe Bloomfield la seconde fois, puis par Len Harvey en 1927.

### Champion
Après ses débuts difficiles, peut-être dus à une montée trop rapide, il va enchaîner une série qui le fait monter aux sommets. C'est à Londres qu'il commence sa série de victoires contre André Newton, Bill Farmer, Joe Bloomfield (revanches méritées), Ted Moore ; mais aussi à Paris contre Yvan Laffineur, Leone Jacovacci (it), Alfred Pegazzano.
En 1926 et 1927, Marcel Thil dispute 21 combats avec des fortunes diverses. Puis vient l'année 1928 et la révélation du « punch » du poids moyen. Il gagne 7 combats par k.-o., 4 par abandon, 1 par arrêt de l'arbitre. Il compte une seule décision aux points. Rien que des succès, Marcel Thil devient champion de France en 1928, forçant son adversaire, Marcel Thuru, à abandonner . Il défend son titre deux fois devant Laffineur, deux fois devant Pegazzano, une fois devant Candon, devant Dhainaut.
Après ses rapides succès de 1928, Marcel Thil connait une légère éclipse. Sa droite, qui ne pardonnait pas, avait été abîmée et il ne pouvait plus attendre les bottes fulgurantes et définitives avec lesquelles les combats ne duraient que quelques reprises. Marcel Thil, sur un ring, n'utilise plus guère que son gauche et boxe avec une adresse qu'il n'avait, jusque-là, jamais eu loisir ou occasion de manifester. Ses mains « reviennent » grâce à un traitement quotidien, dur à suivre, douloureux même, qui commence de produire son effet.
En 1929, il enlève à Jacovacci le titre de champion d'Europe des poids moyens. Il le reste un an et demi, perd son titre ; Il est dépossédé de ce trophée par le jeu des règlements, un organisateur italien ne réussissant pas à mettre sur pied une rencontre avec son challenger Mario Bosisio (it), il est déclaré battu à Milan par ce même Bosisio.

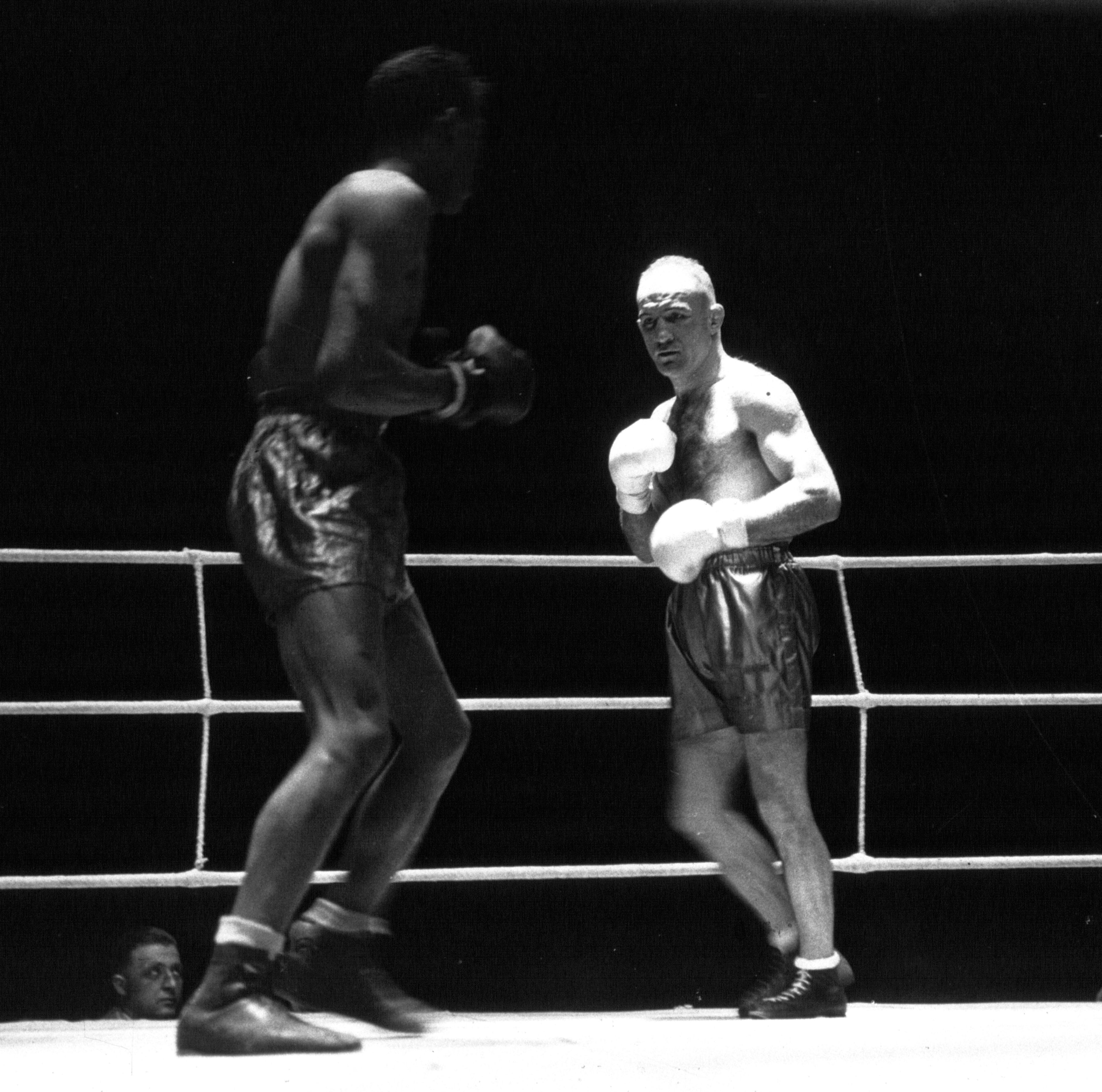
Marcel Thil pendant son match face à Gorilla Jones le 11 juin 1932.

Il conquiert son titre mondial en battant Gorilla Jones, le 11 juin 1932, au Parc des Princes, Il ne s'inclinera plus avant le 23 septembre 1937 devant Fred Apostoli. Marcel Thil a défendu son titre mondial devant Kid Tunero, Erich Seelig (de), Ignacio Ara, Gustave Roth (nl), Carmelo Candel, Vilda Jaks, Lou Brouillard et Len Harvey, son premier challenger, quinze jours à peine après avoir conquis le trophée. Il a battu Vince Dundee à New-York en 1930 devant 25 000 spectateurs.
À deux reprises, il ravit le titre de champion d'Europe des mi-lourds, en 1934, à Martinez de Aifara (Josep Martínez Valero (ca)) et, en 1935, à Jock McAvoy (en).
Marcel Thil a livré, du 8 novembre 1925 au 20 janvier 1936, 96 combats. Il en a perdu 12 aux points et 1 par abandon ; il a fait 4 matches nuls ; il a gagné tous les autres, soit 39 aux points, 17 par abandon, 5 par arrêt de l'arbitre, 3 par disqualification et 13 par KO. Ses meilleures performances sont ses victoires sur Len Harvey, Ignacio Ara, Erich Seelig (de), Vince Dundee, Kid Tunero, Josep Martínez Valero (ca), Adolf Witt, Gustave Roth (nl), Jock McAvoy (en), Lou Brouillard.

## Après carrière
Bien que non officiel, sa carrière s'arrête en 1938, abandonnant ses titres de champions de France et d'Europe poids moyen. Il prend la direction d’un négoce de bois et charbon à Reims, devient ensuite négociant en Champagne. Pendant la guerre, Marcel Thil entraîne et dirige les amateurs du « Boxing Club de Champagne » à Reims,, après avoir été mobilisé comme brigadier d'ordinaire dans une unité de l'armée française. Après-guerre, il dirige, avec Marcel Dalsheimer, le Ring Régional de Champagne, puis devient président du Boxing Club de Dieppe. Il est aussi président honoraire du Boxing-Club de Melun.

## Palmarès

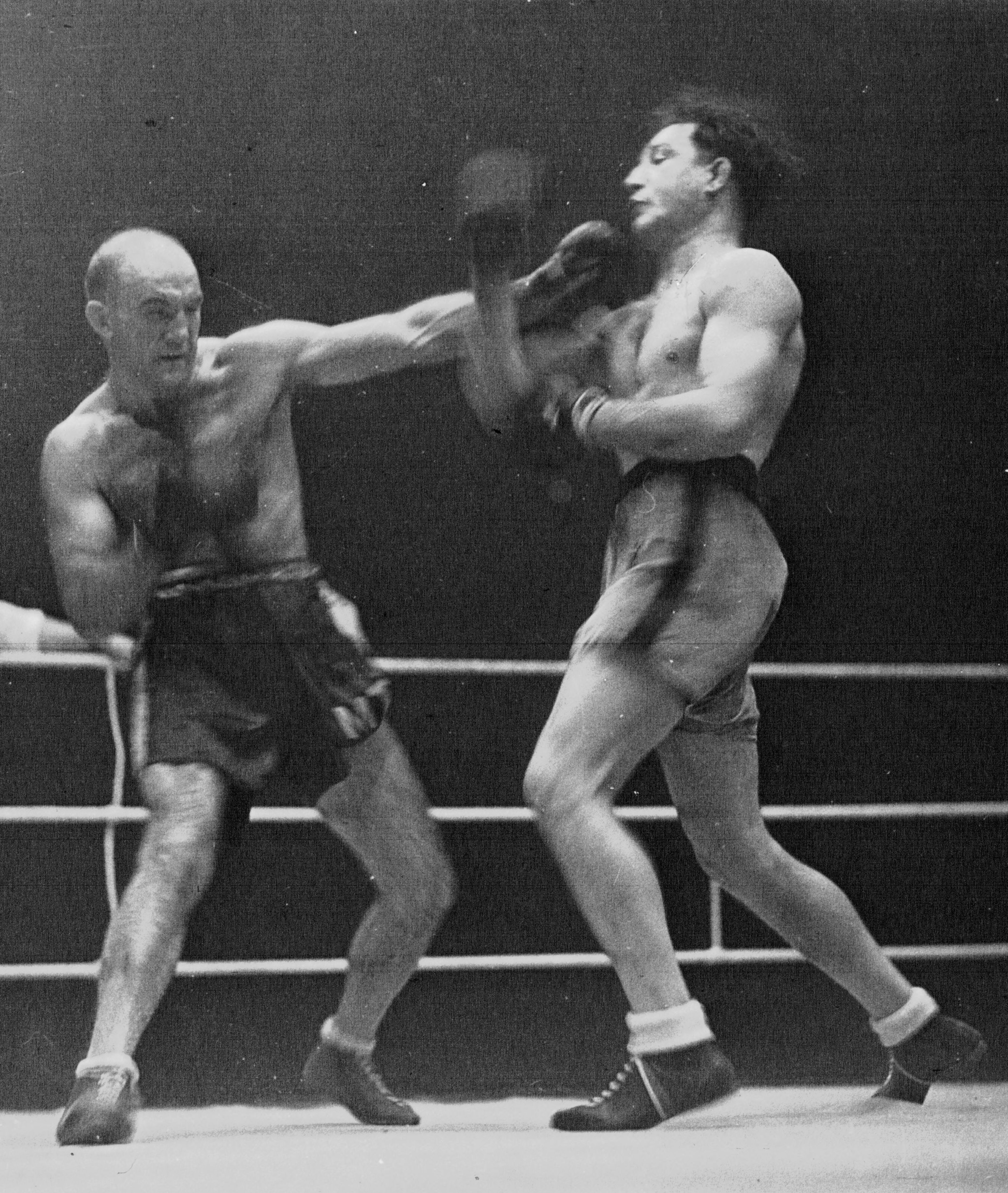
Marcel Thil contre Jock McAvoy en 1935.

- Professionnel de 1920 – il est alors âgé de seize ans – au 17 février 1937, jour de l'annonce de son retrait des compétitions (à l'âge de 33 ans).
- 148 combats professionnels, 113 victoires (dont 54 par KO, ratio de 58 %), 22 défaites et 13 matchs nuls.
- Champion du monde poids moyens NBA (1932-1933)
- Champion du monde des poids moyens (IBU) à dix reprises, du 11 juin 1932 (face à Gorilla Jones à Paris) au 23 septembre 1937 (face à Fred Apostoli à New York), jour où il perdit toute motivation à défendre de nouveau son titre à la suite de sa défaite (alors que le titre mondial n'était pas en jeu). Il battit ainsi – entre autres – Len Harvey, Kid Tunero, Ignacio Ara, Gustave Roth, Carmelo Candel, Vilda Jacks et Lou Brouillard durant ses cinq années de règne.
- Champion d'Europe des poids mi-lourds en 1934 et 1935 (face à Jock McAvoy).
- Champion d'Europe des poids moyens en 1929 (face à l'italien Mario Bosisio à Milan) jusqu'en 1937 (face à Carmelo Candel).
- Champion de France des poids moyens en 1928.

## Vie privée
Le 27 juillet 1929, il épouse Georgette Taitard, la fille de son manager qui est elle aussi sportive, spécialiste du 60 mètres. Elle fait du football avec les clubs, En Avant, Parisiana et la Ruche et s'essaye aussi au rugby féminin. Ils eurent une fille Dany. Il meurt à Cannes le 14 août 1968, des suites d'un accident de voiture, et est inhumé au cimetière du Grand Jas.

## Distinction
- Médaille d'Or de l'Education Physique 1931[22]
- Grand Prix de la Presse Sportive 1936.
- Chevalier de la Légion d'honneur en 1961.
- Marcel Thil est membre de l'International Boxing Hall of Fame depuis 1991[23].
- Une rue Marcel-Thil à Reims, où il s’est dévoué pour la boxe en encadrant des jeunes comme Jacques Herbillon ou Robert Gallois.